# Centropus andamanensis
Il cucal bruno, cucal delle Andamane o cuculo fagiano delle Andamane (Centropus andamanensis Beavan, 1867) è un uccello della famiglia Cuculidae.

## Distribuzione e habitat
Questo uccello vive in India e Myanmar.

## Tassonomia
Centropus andamanensis non ha sottospecie, è monotipico.